# Jaszków
Jaszków – wieś w Polsce położona w województwie dolnośląskim, w powiecie legnickim, w gminie Krotoszyce.
W latach 1975–1998 miejscowość administracyjnie należała do województwa legnickiego.
W miejscowości znajduje się cmentarz komunalny, służący mieszkańcom Legnicy i okolic.